# Natascha Engel
Pour les articles homonymes, voir Engel.
Natascha Engel (née le 9 avril 1967) est une femme politique britannique. Elle est députée travailliste pour le nord-est du Derbyshire de 2005 à 2017.
Engel joue un rôle important dans le mouvement syndical et est deuxième vice-président des voies et moyens (l'un des trois postes occupés par des vice Président de la Chambre des communes du Royaume-Uni). Pour son travail au Parlement, elle est nommée Parlementaire de l'année en 2013 par l'Association d'études politiques. Elle est commissaire pour le gaz de schiste d'octobre 2018 jusqu'à sa démission en avril 2019.

## Jeunesse et éducation

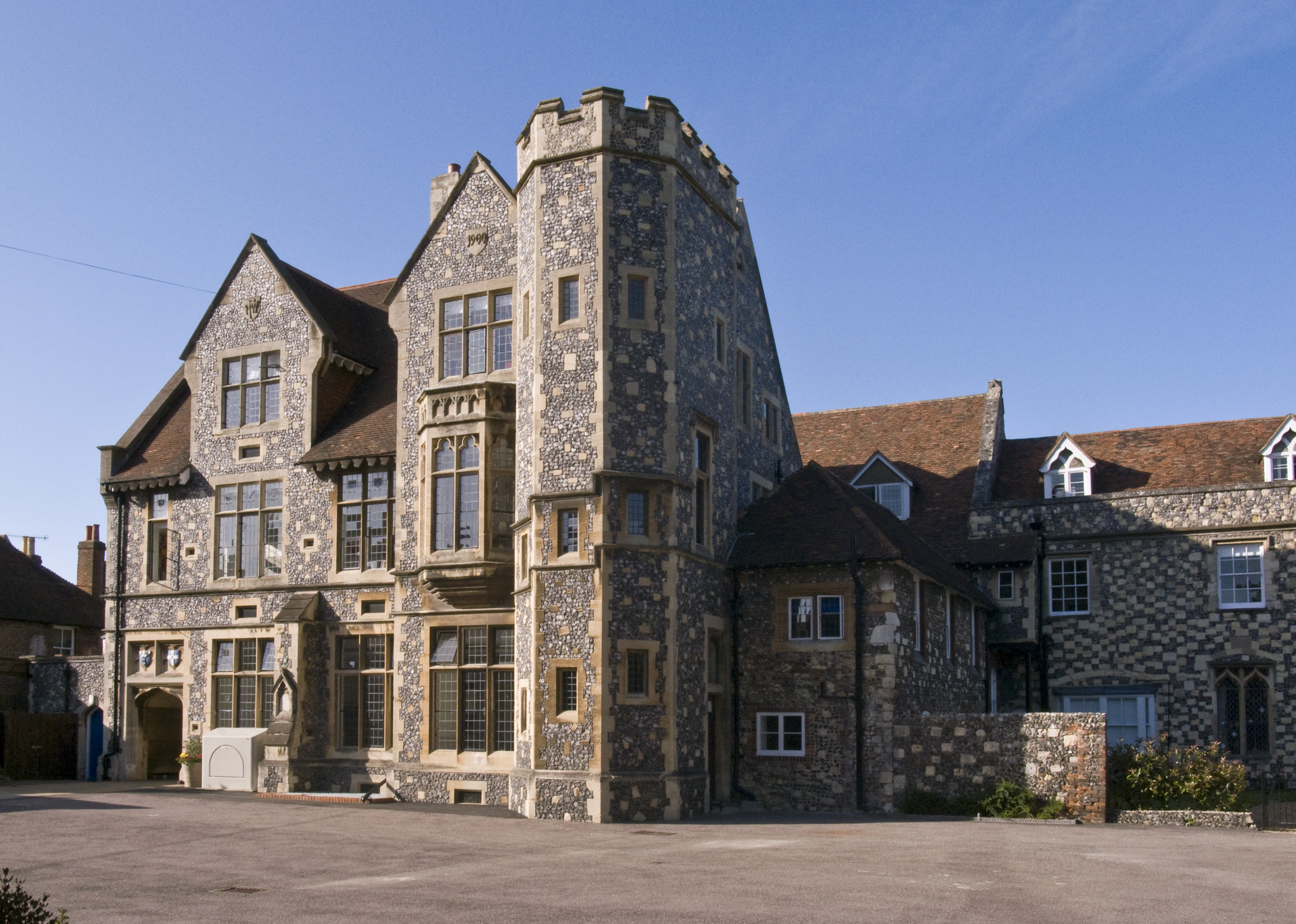
King school, Canterbury.

Engel est née à Berlin-Ouest d'un père allemand et d'une mère anglaise. Après le divorce de ses parents, elle déménage avec sa mère dans le Kent et fait ses études au Kent College et à la King's School de Canterbury.
Elle suit ensuite une formation de linguiste en allemand et en portugais au King's College de Londres et à l'Université de Westminster où elle obtient une maîtrise en traduction technique et spécialisée. En plus de sa carrière politique, Engel entreprend un travail de troisième cycle en traduction: elle parle anglais, allemand, espagnol et portugais.

## Début de carrière
Pendant son séjour à Madrid, en Espagne, Engel est bénévole pendant deux ans au bureau local d'Amnesty International tout en gagnant sa vie en tant que professeur d'anglais. De retour en Grande-Bretagne pour travailler comme sous-titreur de télétexte, Engel rejoint l'Union de la radiodiffusion, du divertissement, du cinématographe et du théâtre (BECTU). Elle est parmi les premières à rejoindre l'Académie d'organisation du Congrès des syndicats, siégeant au sein de l'Union des graphiques, du papier et des médias ; elle travaille sur les votes des fonds politiques pour persuader les membres des syndicats de conserver leur soutien financier au Parti travailliste.
Engel rejoint le personnel du Parti travailliste en tant qu'agent de liaison syndicale pour organiser la campagne dans des sièges marginaux lors de la campagne électorale de 2001. Elle est ensuite coordinatrice des politiques pour le bureau de liaison avec les syndicats, partant travailler pour le Smith Institute en tant que directrice de programme. Elle travaille là-bas pendant un an, avec des recherches sur les compétences et les besoins des travailleuses et la politique économique régionale. En octobre 2002, par l'intermédiaire du Smith Institute, elle co-écrit le livre Age of Regions: Meeting the Productivity Challenge.
Elle est une assistante de John Healey en février 2003 et collabore avec lui sur une brochure, publiée par le TUC, et un article publié par le New Statesman, exposant que les syndicats devraient offrir des opportunités d'apprentissage afin de recruter plus de membres.

## Carrière parlementaire
À la suite de la décision du député en exercice Harry Barnes de ne pas se représenter, elle est choisie comme candidate travailliste pour le nord-est du Derbyshire aux élections générales de 2005. Lors de l'élection, Engel remporte le siège avec une majorité de 10 065 voix.
Aux élections générales de mai 2010, elle conserve son siège malgré une augmentation du score des conservateurs.
Elle est nommée au comité restreint du travail et des pensions. Elle prononce son premier discours le 20 octobre 2005. Dans le discours, Engel se concentre sur les affaires de la circonscription, soutenant la dévolution du pouvoir et des ressources aux communautés locales et mettant en évidence des exemples à Staveley et Grassmoor, qui sont tous deux au sein de sa circonscription. Elle définit le socialisme comme «l'idée simple que si quelqu'un aide son voisin, son voisin l'aidera».
Engel devient secrétaire du All-Party Media Literacy Group en 2006. Elle soutient Peter Hain pour la direction adjointe du Parti travailliste lors de l'élection de 2007 et est Secrétaire parlementaire privée de Hain de juillet 2007 jusqu'à ce que'il démissionne du gouvernement en janvier 2008. Engel quitte le Comité du travail et des pensions en novembre 2007. Elle joue le même rôle pour Liam Byrne à partir d'octobre 2008, puis auprès de John Denham à partir de janvier 2009. Elle est nommée au Comité spécial sur la réforme de la Chambre des communes lors de sa création en juillet 2009.
Engel n'est pas d'accord avec le rapport du comité, qui contenait des propositions pour la création d'un comité chargé de planifier les affaires d'arrière-ban, la création d'un comité chargé d'établir l'ordre du jour des Communes et l'élection des présidents des comités restreints au scrutin secret. Elle pense que ces trois changements permettraient de transférer le pouvoir «d'une élite - dans ce cas, l'exécutif - et de le remettre à une autre - un groupe de hauts bancs d'arrière-ban». Elle déclare également que ce serait "un pas dans la mauvaise direction" parce qu'il s'agissait de petits changements qui risqueraient de faire obstacle à des réformes plus radicales. Engel rédige un rapport minoritaire qui propose de reprendre les travaux du comité après les élections de 2010, lorsqu'il aurait plus de temps pour enquêter et délibérer.
Le 15 juin 2010, la Chambre des communes vote la création d'un comité des affaires d'arrière-ban, et une semaine plus tard, Engel bat Alan Haselhurst par 202 voix contre 173 lors d'un scrutin secret des députés pour devenir son premier président. Le 6 juillet 2011, elle est nommée «Backbencher of the Year» pour son travail avec le comité.
Le rôle d'Engel est d'allouer environ un jour par semaine le temps de débat parlementaire entre les députés d'arrière-ban concurrents selon un processus décrit par Quentin Letts comme semblable à Dragons 'Den. Engel produit un rapport de «fin de mandat» sur le rendement du comité et des recommandations d'amélioration - un examen est nécessaire dans le cadre des recommandations du comité Wright. Elle est réélue, sans opposition, à la présidence du comité en mai 2012.
Bien qu'Engel se soit rebellée "occasionnellement" contre le whip du parti travailliste, elle vote "très fortement" contre une enquête sur la guerre en Irak et vote également pour le remplacement de Trident.
Engel représente le Parti travailliste au conseil d'administration du Parlement britannique des jeunes et œuvre pour encourager les jeunes à participer à la démocratie. Avec son conseil local, elle organise un événement «Heure des questions» pour que les élèves locaux interrogent un panel comprenant Geoff Hoon alors membre du cabinet, et le chef du conseil. En décembre 2007, elle parraine un projet de loi d'initiative parlementaire présenté par Julie Morgan qui aurait réduit l'âge de vote à 16 ans. Engel devient présidente du groupe parlementaire multipartite sur les affaires de la jeunesse en 2008.
Aux élections générales de 2015, elle est réélue avec 1 883 voix de majorité.
Engel soutient le maintien de l'adhésion à l'Union européenne lors du référendum de 2016.
Pour expliquer sa défaite aux élections générales de 2017, Engel souligne les problèmes rencontrés par le parti travailliste pour obtenir des voix dans son cœur postindustriel et l'absence d'un vote étudiant important dans la circonscription, comparant la situation à celle de Canterbury, un siège que le parti travailliste a gagné pour la première fois à cette élection.

## Après le Parlement

### Consultant auprès d'une entreprise de fracturation
Après avoir perdu son siège aux élections, elle accepte un poste de consultant dans une entreprise impliquée dans la fracturation hydraulique avec Ineos. Le Parti travailliste du Nord-Est du Derbyshire condamne fermement ses actions et elle est remplacée comme candidate travailliste pour la région par la conseillère anti-fracturation de Sheffield, Christine Peace.

### Commissaire aux gaz de schiste
Le 5 octobre 2018, le gouvernement conservateur annonce sa nomination comme nouveau commissaire aux gaz de schiste. Selon le Département des affaires, de l'énergie et de la stratégie industrielle, elle "constituera un lien de communication direct entre les communautés locales, l'industrie du gaz de schiste et les régulateurs de l'industrie".
Le 28 avril 2019, Engel démissionne de ses fonctions de commissaire. Selon The Guardian, Engel déclare dans sa démission: "Le Royaume-Uni dépense actuellement 7 milliards de livres sterling par an pour importer du gaz - de l'argent qui n'est pas utilisé pour construire des écoles, des hôpitaux ou réparer les nids-de-poule sur nos routes". Peu de temps après avoir démissionné, Engel caractérise le débat autour de la fracturation hydraulique comme «hystérique», elle accuse également le gouvernement de «prise de décision réflexe».

## Vie privée
En 2012, elle et son mari vétérinaire ont divorcé; ils ont trois fils .